# Info Exame
Info Exame ou simplesmente Info foi uma revista mensal brasileira sobre tecnologia, inovação, empreendedorismo digital e tendências, publicada pela Editora Abril e líder em seu segmento desde o surgimento. Em 1996, passou a ter também uma edição em Portugal.
A Info possuía ampla cobertura de informática tanto para uso pessoal como corporativo, indo desde a aplicação de determinados programas e sua forma de utilização, até o desempenho de variados hardwares, sempre, segundo a própria revista, testados por sua equipe. Também incluía reportagens sobre tendências científicas e tecnológicas. A circulação média anual da Info era de 138 mil exemplares. Estima-se que a revista tivesse tido 613 mil leitores.
Em dezembro de 2014, a Editora Abril anunciou o fim da impressão da revista Info, informando aos leitores que a publicação continuará apenas em versão digital, para tablets e smartphones. Em agosto de 2015, a Editora Abril anunciou o fim também da edição digital da revista. Segundo a editora o conteúdo de tecnologia oferecido pela Info foi incorporado pela revista Exame.

## História
A Info Exame começou a circular em março de 1986, como um encarte na revista de negócios Exame. Inicialmente, foi batizada de Exame Informática. O nome foi, depois, mudado para Informática Exame, e, numa etapa posterior, para Info Exame. Atualmente, a revista é chamada de Info em seus textos. O nome Info Exame continua aparecendo na capa por razões de propriedade intelectual.
A Info já entrevistou grandes nomes da tecnologia, como Bill Gates em 1987, Michael Dell, em 1990 e Steve Ballmer em 2004. Entre seus principais colunistas estão John C. Dvorak, Dagomir Marquezi, Sandra Carvalho e Don Tapscott.